# Баранцев Денис Олександрович
Денис Олександрович Баранцев (рос. Денис Александрович Баранцев; 12 квітня 1992, м. Тольятті, СРСР) — російський хокеїст, захисник. Виступає за «Лада» (Тольятті) у Континентальній хокейній лізі.  
Вихованець хокейної школи «Лада» (Тольятті). Виступав за «Лада-2» (Тольятті), ХК «Шериф», «Динамо» (Москва), ХК МВД (МХЛ), «Динамо» (Балашиха).
У чемпіонатах КХЛ — 121 матч (5+12), у плей-оф — 4 матчі (0+0).
Досягнення
- Володар Кубка Гагаріна (2012, 2013).